# Gilleleje (plaats)
Gilleleje is een plaats in de Deense regio Hovedstaden, gemeente Gribskov, en telt 6350 inwoners (2007). De plaats ligt op het noordelijkste punt van Seeland grenzend aan de overgang van het Kattegat naar de Sont.
De vuurtoren ligt circa 30 meter boven de zeespiegel en is gebouwd in 1772. Vanop het pad bij de vuurtoren is er uitzicht over de streek en de zee.